# Métapneumovirus
Genre
Espèces de rang inférieur
- Metapneumovirus avis
- Metapneumovirus hominis

Les métapneumovirus sont des virus de la famille des Pneumoviridae, ordre des mononegavirales. Ce sont des virus à ARN.

## Groupe
Les métapneumovirus de humains (MPVh ou hMPV en anglais) sont isolés pour la première fois en 2001 aux Pays-Bas chez des enfants infectés en utilisant la technique PAR-PCR (ARN arbitrairement amorcé PCR) pour l'identification des virus inconnus (de plus en plus dans des cellules en culture). Les MPVh sont des virus à ARN monocaténaire négatif de la famille des Paramyxoviridae et sont étroitement liés aux métapneumovirus aviaires (AMPV) de sous-groupe C. C'est sans doute la deuxième cause (après le virus respiratoire syncytial ou VRS) d'infections des voies respiratoires inférieures chez les jeunes enfants. Ils appartiennent à l'ordre des mononegavirales.

## Génétique
L'organisation génomique du MPVh est analogue à celle du VRS. Au MPVh manquent toutefois des structures géniques, NS1 et NS2, et l'ARN contient huit légères différences. Le MPVh est génétiquement semblable au virus de la pneumonie aviaire de types A, B et particulièrement de type C. L'analyse phylogénétique du MPVh démontre l'existence de deux grandes lignées génétiques appelées sous-types A et B, qui contiennent au sein de ces sous-groupes A1/A2 et B1/B2.

## Identification
L'identification du MPVh est principalement fondée sur la transcriptase inverse, réaction en chaîne par polymérase (RT-PCR) pour l'amplifier directement à partir d'ARN extraits de spécimens respiratoires.
Des alternatives plus économiques que l'approche de détection du MPVh par l'amplification des acides nucléiques sont utilisées et elles incluent:
- 1 la détection des antigènes du MPVh dans les sécrétions du nasopharynx par immunofluorescence - test de détection des anticorps ;
- 2 l'utilisation de marquages par immunofluorescence des anticorps monoclonaux pour détecter le MPVh dans les sécrétions du nasopharynx et cultures in vitro ;
- 3 les tests d'immunofluorescence pour la détection des anticorps anti-MPVh spécifiques ;
- 4 l'utilisation d'anticorps polyclonaux et diriger l'isolement dans des cellules en culture[pas clair].

## Infection
Le virus est responsable de pneumopathies ou d'infections des voies aériennes supérieures.
Il est responsable de davantage d'hospitalisations chez l'enfant de moins de cinq ans, et surtout, de moins d'un an. Par rapport au virus respiratoire syncytial, l'infection du métapneumovirus humain a tendance à se produire chez les enfants plus âgés et à provoquer une maladie qui est moins sévère. Des infections combinées des deux virus peuvent se produire, et sont généralement associées à des formes plus graves.
Les métapneumovirus humains représentent environ 20 % des infections des voies respiratoires de l'enfant qui ne sont pas liés à des agents infectieux connus précédemment, ce qui correspond à une pneumopathie sur dix. Le virus semble être dispersé dans le monde entier et avoir une répartition saisonnière avec son incidence comparable à celle de la grippe pendant l'hiver. Les études sérologiques ont montré qu'à l'âge de cinq ans, pratiquement tous les enfants ont été exposés au virus.
Le virus serait responsable de près de 10 % des pneumopathies infectieuses de l'adulte et pourrait être associé à des exacerbations de bronchopneumopathie chronique obstructive ou d'une maladie asthmatique. Il est retrouvé chez les adultes et les enfants hospitalisés pour infection pulmonaire avec une fréquence équivalente à celle du virus respiratoire syncytial ou à celle du virus de la grippe.
Le portage asymptomatique du virus est courant.
La maladie est habituellement bénigne mais elle peut être plus grave chez certains sujets, comme la personne âgée ou les patients ayant une greffe de poumon où l'infection pourrait favoriser la survenue d'un rejet.
Le virus peut provoquer une maladie proche chez le rat et chez les primates.

## Épidémie de 2024-2025
Une épidémie de métapneumovirus humain apparait fin décembre 2024 en Chine.